# ریمی نیشیموتو
ریمی نیشیموتو (انگلیسی: Rimi Nishimoto؛ زادهٔ ۲۵ اکتبر ۱۹۹۴) صداپیشه اهل ژاپن است. وی از سال ۲۰۱۶ میلادی تاکنون مشغول فعالیت بوده‌است.